# Grand-Saint-Esprit
Grand-Saint-Esprit est une municipalité canadienne du Québec située dans la municipalité régionale de comté de Nicolet-Yamaska et dans la région administrative du Centre-du-Québec.

## Toponymie
Pour les chrétiens, le nom de la ville fait référence au Saint-Esprit. Pour les amérindiens, le nom évoque le Grand Esprit.

## Géographie
À partir de la confluence du cours d'eau Beauchemin et du ruisseau Sud-Ouest du Grand Saint-Esprint, dans le nord-ouest du territoire, la rivière Marguerite coule vers le nord.

## Démographie
| 1996 | 2001 | 2006 | 2011 | 2016 | 2021 |
| ---- | ---- | ---- | ---- | ---- | ---- |
| 499  | 489  | 466  | 471  | 476  | 488  |

## Administration
Sur le conseil municipale de la municipalité siège six conseillers, soit François St-Germain, Philippe Gras, Pascal Desrochers, Etienne Bourgeois, Valérie Petit et Steve Peterson.
Les élections municipales se font en bloc pour le maire et les six conseillers.
| Grand-Saint-Esprit Maires depuis 2003                                                                                |                   |         |          |
| Élection | Maire             | Qualité | Résultat |
| 2003 | Julien Boudreault |         | Voir     |
| 2005 | Julien Boudreault | Voir    |          |
| 2009 | Julien Boudreault | Voir    |          |
| 2013 | Julien Boudreault | Voir    |          |
| 2017 | Julien Boudreault | Voir    |          |
| 2021 | Sylvain Laroche   |         | Voir     |
| Élection partielle en italique Depuis 2005, les élections sont simultanées dans toutes les municipalités québécoises |                   |         |          |